# Maurepas (Somme)
Maurepas é uma comuna francesa na região administrativa de Altos da França, no departamento de Somme. Estende-se por uma área de 10,88 km². Em 2010 a comuna tinha 204 habitantes (densidade: 18,8 hab./km²).